# Drenova (Brus)
Drenova (em cirílico: Дренова) é uma vila da Sérvia localizada no município de Brus, pertencente ao distrito de Rasina. A sua população era de 80 habitantes segundo o censo de 2011.

## Demografia
| 1948 | 1953 | 1961 | 1971 | 1981 | 1991 | 2002 | 2011 |
| ---- | ---- | ---- | ---- | ---- | ---- | ---- | ---- |
| 272  | 282  | 244  | 217  | 188  | 135  | 102  | 80   |